# Céline Boussié
Céline Boussié, née à Nérac en Lot-et-Garonne, est une aide-médico-psychologique française. Elle fut licenciée pour « inaptitude à tout poste », et est connue comme la deuxième lanceuse d’alerte française à avoir été relaxée, le premier étant James Dunne. Cet acte a été prononcé par le tribunal correctionnel de Toulouse le 21 novembre 2017. En 2013, elle avait dénoncé les maltraitances faites aux résidents polyhandicapés de l’Institut médico-éducatif de Moussaron, à Condom dans le Gers.

## Biographie
Céline Boussié est née à Nérac en Lot-et-Garonne, fille d’un père ouvrier et d’une mère femme au foyer.
Salariée de 2008 à 2013 au sein de l’IME de Moussaron, elle a décidé en 2013 de dénoncer les maltraitances subies par les 80 enfants polyhandicapés de cet institut sur LCI et Europe 1. La directrice du centre, qui l'attaque en diffamation en 2017, lui reprochera deux interviews, diffusées en février et mars 2015, sur LCI et Europe 1 – la radio étant également poursuivie.
Céline Boussié était interrogée à l’époque en tant que présidente de l’association Handi’Gnez-vous, montée après son départ de l’institut pour soutenir ceux qui hésitent à dénoncer la maltraitance : « Je parle de décès, de manque de soins, d’enfants attachés et enfermés, de camisole chimique », énumère-t-elle sur LCI.
Ces propos ont été confirmés par une enquête de l’agence régionale de santé Midi-Pyrénées (ARS), saisie en mai 2013 par Céline Boussié, alors qu’elle était en arrêt maladie. Le rapport de 400 pages, rendu à l’automne de la même année, fait état de « maltraitances institutionnelles ».
Une enquête de Zone interdite sur M6, dont le tribunal correctionnel de Toulouse a visionné un extrait, semble confirmer les accusations de Céline Boussié.
Un an plus tard, elle est licenciée par ses employeurs pour « inaptitude à tout poste » à la suite d'un arrêt maladie de plus d'un an.
Le 19 septembre 2017, les anciens directeurs de l’IME de Moussaron poursuivent Céline Boussié en justice pour diffamation au tribunal de Toulouse,,. Lors de sa relaxe, Céline Boussié estime que cette décision permet de « reconnaître la souffrance des enfants », après « vingt ans » de lutte.
La direction du Moussaron, partie civile, est déboutée. Les trois lanceurs d’alerte qui avaient fait état des mêmes maltraitances avaient été condamnés en diffamation, contrairement à Céline Boussié.
En ayant fait les démarches nécessaires, Céline Boussié obtient en novembre 2017 le statut de lanceur d’alerte, grâce à l'article 6 de la loi Sapin II mise en place le 9 décembre 2016. Au même moment, elle est relaxée par le tribunal correctionnel de Toulouse, et renonce à cette occasion au statut de lanceur d'alerte.
À la suite de ces évènements, Céline Boussié a demandé une protection policière et a déménagé en Bretagne avec ses filles. En passage aux prud’hommes contre son ancien employeur, elle a déclaré « je préfère être pauvre et debout, qu’avoir un salaire et être à genoux ».
Pendant six mois, la lanceuse d’alerte écrit son livre, qui paraît le 13 février 2019 chez HarperCollins. Elle déclare avoir « économisé dix ans de thérapie en écrivant cette histoire ».
En 2019, le Conseil des Prud'hommes de Auch, dans le Gers, refuse d'annuler son licenciement en 2013, par l’institut Moussaron de Condom. Cependant, il est reconnu à Céline Boussié que l’institut, appartenant alors à la famille Doazan, a porté atteinte à sa réputation et à son honneur ; à ce titre, les prud’hommes l’ont condamné pour manquement à ses obligations en matière de santé et de sécurité par rapport à ses salariés. L’ex-employeur de la jeune femme est aussi condamné pour n’avoir pas assuré sa formation professionnelle. à ce titre, l’institut doit verser à la plaignante 10 697,35 euros de dommages et intérêts.
Le 31 décembre 2019, sept ex-dirigeants de Moussaron sont mis en examen pour harcèlement moral sur Céline Boussié,,.
En juillet 2020, Céline Boussié remporte le procès en appel contre son employeur La Maison des enfants de Moussaron, jugement prononcé par la Cour d'appel du tribunal d'Agen.

## Action et convictions

### Militantisme
Céline Boussié a créé l’association Handignez-vous. Elle est également militante pour le mouvement La France insoumise.
Elle a déposé plainte en 2016 contre l'IME de Moussaron pour harcèlement. Céline Boussié assure qu’elle « croule sous les témoignages » de salariés sanctionnés pour avoir eux aussi témoigné de mauvais traitements.
En juin 2017 elle se présente sous l'étiquette La France insoumise aux législatives dans la circonscription Agen-Nérac en Lot-et-Garonne..
En avril 2019 elle quitte la liste aux élections européennes de La France Insoumise.
En mars 2020 elle se présente aux élections municipales sur la liste de Dante Rinaudo, et sera élue en juin.

### Positions
Céline Boussié a adressé une lettre ouverte aux sénateurs afin de les inviter à s’opposer à la proposition de loi sur le secret des affaires, adoptée par l’Assemblée nationale, dénonçant notamment l'inversion de la charge de la preuve, ainsi que le caractère « volontairement flou » du texte, le considérant comme une atteinte à la démocratie et aux lanceurs d'alerte.
Elle dénonce par ailleurs le manque de contrôle « efficient et cohérent » dans le secteur médico-social, y compris dans les EHPAD. Elle se réfère à la Convention internationale relative aux droits des personnes handicapées, pour réclamer des contrôles par un organisme indépendant, et pointe du doigt le manque d'indépendance des contrôles réalisés par les Agences Régionales de Santé (ARS).
Elle pointe du doigt également la cure d'austérité de l'Etat affectant, selon elle, les secteurs clé que sont la santé, le handicap et les personnes âgées.
Elle demande que le terme de « maltraitance institutionnelle » entre dans le code pénal, et que les lanceurs d’alerte, dont des personnes condamnées comme Bernadette Collignon, soient réhabilités.
Elle dénonce aussi le fait que l'Allocation Adulte Handicapé (AAH) soit inférieur au seuil de pauvreté, et ne soit pas indépendant des revenus du conjoint, ainsi que le retard de la France en termes de mise en application de l'accessibilité pour les personnes handicapées.
Elle qualifie la communication de Sophie Cluzel autour du « Duo Day » de « cynisme » et de « show à l'américaine », incluant aussi, dans ce dernier registre, les déclarations d'Emmanuel Macron concernant l'autisme.

## Ouvrage
- [Boussié 2019] Céline Boussié, Les enfants du silence : Donner une voix à ceux qui n'en ont pas, HarperCollins, 2019, 414 p. (ISBN 9791033903161)